# 科夫達河

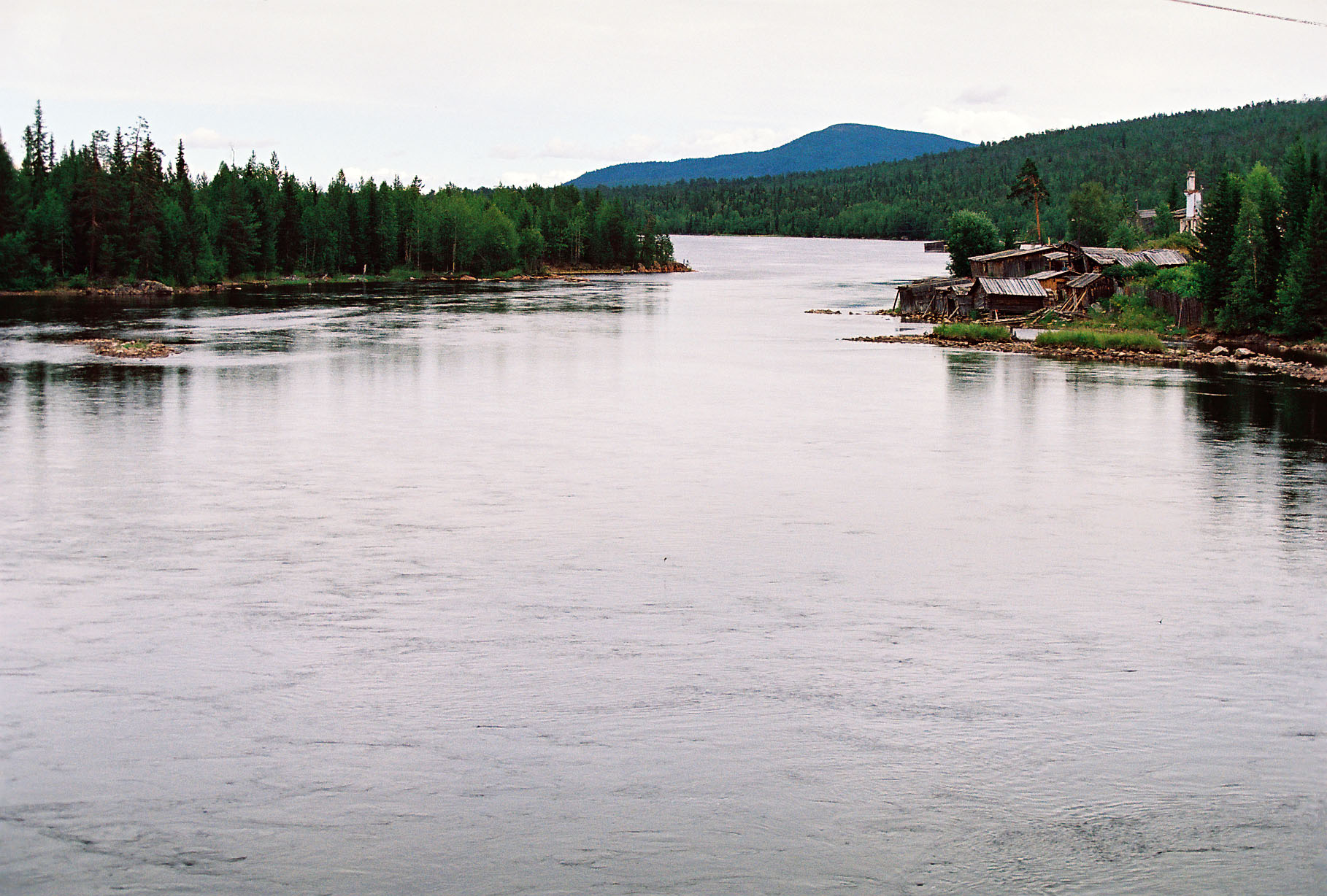

科夫達河是俄羅斯的河流，位於卡累利阿共和國和摩爾曼斯克州內科拉半島南部，發源自海拔109米的托波澤羅湖，流經皮亞奧澤羅湖和科夫多澤羅湖，最終注入白海的坎達拉克沙灣，河道全長233公里，流域面積26,100平方公里，河道上有3座水力發電廠。
66°41′N 32°51′E / 66.683°N 32.850°E